# 广宁伯街
39°54′45″N 116°21′09″E / 39.91254°N 116.35248°E
广宁伯街，是位于北京市西城区中部的一条道路。

## 简介
广宁伯街东起太平桥大街，西到月坛南桥。原来广宁伯街东起锦什坊街，西到真武胡同，与半截胡同连接。在北京金融街的建设中，半截胡同并入广宁伯街，路面大加拓宽，两旁原有建筑被全部拆除。广宁伯街成了西接月坛南街，东到太平桥大街接辟才胡同的交通干道。
半截胡同为东西走向，中间有弯折，东到真武胡同，与广宁伯街连接，西到松柏胡同。全长169米，平均宽4米。清朝始称半截胡同，因为中部有弯折，把胡同分成东西两个半截而得名。1990年代拆除，并入广宁伯街。
老的广宁伯街因明朝的广宁伯府在此而得名。《京师坊巷志稿》记载：“《明史·功臣世表》：广宁伯刘荣，永乐十九年七月封，追进侯，其故居当在此。”明朝此街叫“广宁伯胡同”，清朝称“广宁伯街”。
老的广宁伯街中华民国时期的住户很多是交通界名人。广宁伯街东端曾住有原交通总长权量，湖北江夏人，其了国基字仲嘉。西端（即原真武胡同以东）则曾住有傅润璋，满族人，清朝末年任邮传部郎中，曾到日本考察邮政，中华民国时期任胶济铁路局局长，与叶恭绰、谭祖任友好，谭祖任家的“谭家菜”很著名。
权量和傅润璋两家之间，有一家世德堂药铺，世德堂主人姓奚，出售妇科玉液金丹，据称是广宁伯刘氏的家传秘方。世德堂药铺门脸十分整齐，悬挂一块白地红字的木匾，直书店名，落款署“明裔延恩侯朱煜勋”。按清朝初年为笼络汉族臣民，便封明朝皇室后裔朱之琏为世袭一等延恩侯，隶属汉军正白旗。朱煜勋，字炳南，为最后一代世袭一等延恩侯，其故居位于北京东直门内羊管胡同。
广宁伯街东部，原来有一个坐北朝南的院子，院门宽大，可供汽车出入，院内分成三个小院，分别居住着中国人民解放军海军的三位将领，其中包括顿星云中将，顿星云直到1985年逝世之前，一直在此居住。顿星云住宅斜对面原来有一家海军印刷厂，束索鲲曾任该厂厂长，文化大革命开始时，该印刷厂内外贴满大字报。原来广宁伯街西端进半截胡同不远，便是广宁伯街小学，为一座中华民国初期西洋式建筑，门前有一小广场及大影壁，院落很大，建筑有西式大门窗及阳台，文化大革命初期曾在这里开批斗会，批斗家住在四眼井胡同的李莲英后代。
广宁伯街17号是一座精美的四合院，属于不可移动文物。